# Marco Motta
Marco Motta (* 14. Mai 1986 in Merate) ist ein italienischer ehemaliger Fußballspieler.

## Karriere

### Verein
Motta begann seine Karriere bei Atalanta Bergamo, wo er erstmals in verschiedenen Jugendmannschaften zum Einsatz kam. Seit Sommer 2005 steht er bei Udinese Calcio unter Vertrag und war für die Saison 2007/08 an den FC Turin ausgeliehen.
Am 1. Februar 2009 verlieh ihn Udinese an Ligarivalen AS Rom, am 8. Februar 2009 feierte er beim 3:0-Sieg im Spiel gegen den CFC Genua sein Debüt für die Hauptstädter. Im Sommer 2009 kaufte die Roma die Hälfte seiner Transferrechte und verpflichtete Motta somit weiter.
Im Juni 2010 wurde das Teilhabegeschäft zu Gunsten von Udinese wieder aufgelöst. Anfang Juli wechselte Motta leihweise zu Juventus Turin. Der Rekordmeister besaß eine Kaufoption, welche er am 22. Juni 2011 wahrnahm. Motta unterschrieb bei den Turinern einen Vier-Jahres-Vertrag bis zum 30. Juni 2015 und kostete 3,75 Millionen Euro Ablöse.
Nachdem er unter dem neuen Juve-Trainer Antonio Conte in der Hinrunde der Saison 2011/12 aber nicht zum Einsatz gekommen war, wurde Motta für die Rückserie an den Ligarivalen Catania Calcio verliehen. Zur Saison 2012/13 wurde Motta an den FC Bologna weiterverliehen.
Am 23. Januar 2014 wurde Motta bis zum Ende der Saison 2013/14 an den CFC Genua ausgeliehen. Zur Saison 2014/15 kehrte er nach Turin zurück. Nachdem Motta unter dem neuen Trainer Massimiliano Allegri zu keinem einzigen Einsatz gekommen war, einigten sich Spieler und Verein im Januar 2015 auf eine Vertragsauflösung.
Ende Februar 2015 nahm ihn der englische Zweitligist FC Watford bis Saisonende unter Vertrag. Für Watford absolvierte Motta in der Championship-Rückrunde neun Partien und erreichte mit der Mannschaft – einen Punkt hinter dem AFC Bournemouth – den zweiten Platz sowie den Aufstieg in die Premier League. Da sein auslaufender Vertrag jedoch nicht verlängert wurde, war Motta seit dem 1. August 2015 auf Vereinssuche. Im Februar 2016 unterschrieb er einen Vertrag bei Charlton Athletic. Weitere Verträge schloss er mit Vereinen in Spanien, Zypern und zuletzt in Indonesien. 2022 beendete er seine Karriere.

### Nationalmannschaft
Motta durchlief ab der italienischen U-16-Auswahl alle italienischen Auswahlmannschaften und zählte dabei in der U-21-Mannschaft zum Stammpersonal, für die er zwischen 2005 und 2009 in insgesamt 31 Partien aktiv war. Mit dieser nahm er zudem an der Europameisterschaft 2007 teil und stand auch im Kader bei der Euro 2009. Am 10. August 2010 debütierte Motta in der italienischen A-Nationalmannschaft, als er im freundschaftlichen Länderspiel gegen die Elfenbeinküste in der Startformation der Azzurri stand.

## Erfolge und Auszeichnungen
- Aufnahme in die Mannschaft des Turniers der U-21-Europameisterschaft 2009
- Italienischer Supercup: 2013
- Aufstieg in die Premier League: 2014/15

## Verweise